# Amathuxidia insularis
Amathuxidia insularis är en fjärilsart som beskrevs av William Doherty 1891. Amathuxidia insularis ingår i släktet Amathuxidia och familjen praktfjärilar. Inga underarter finns listade i Catalogue of Life.